# Al-Mash ʿalā l-chuffain

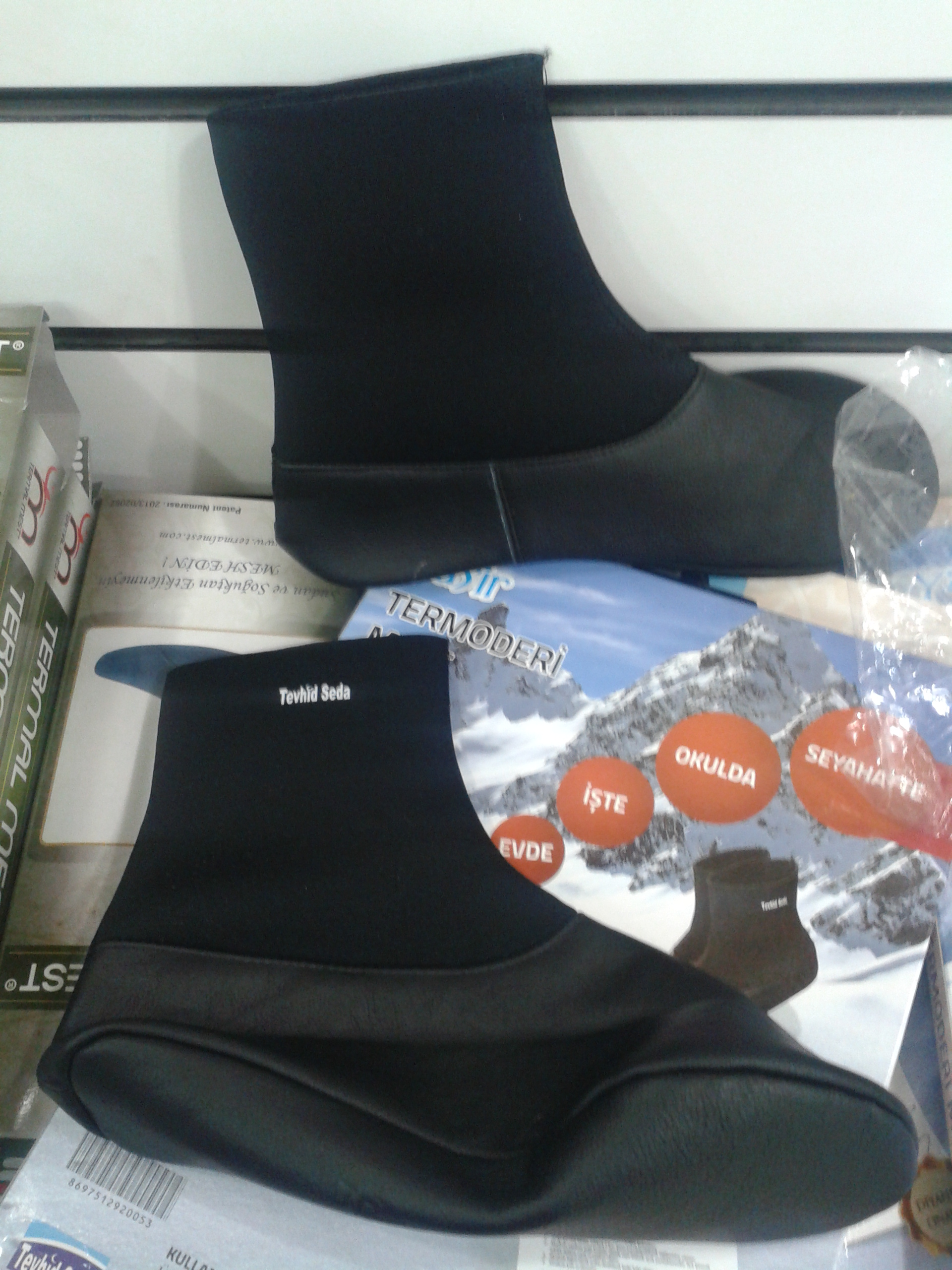
Die Ledersocken

Al-Mash ʿalā l-chuffain (arabisch المسح على الخفين, DMG al-masḥ ʿalā l-ḫuffain ‚das Streichen über die Schuhe‘) ist eine im Islam umstrittene Praktik bei der kleinen Waschung zur Vorbereitung des rituellen Gebets, bei der anstelle des Waschens der Füße die Schuhe mit feuchten Händen überstrichen werden. Während die Sunniten diese Praktik erlauben, wird sie von den Schiiten abgelehnt.

## Ursprünge der Kontroverse
Der Streit über diese Frage reicht in frühislamische Zeit zurück. Nach einem Bericht, der im Muwaṭṭaʾ
von Mālik ibn Anas überliefert ist, besuchte  ʿAbdallāh ibn ʿUmar einmal Saʿd ibn Abī Waqqās, als dieser Gouverneur von Kufa war. Als er sah, dass sich Saʿd über die Schuhe strich, tadelte er ihn dafür. Saʿd forderte daraufhin ʿAbdallāh auf, seinen Vater ʿUmar ibn al-Chattāb danach zu fragen, sobald er ihn treffen würde. ʿAbdallāh ibn ʿUmar vergaß das jedoch. Als Saʿd selbst einmal zu ʿUmar kam, fragte er ʿAbdallāh, ob er seinen Vater danach gefragt habe, bekam jedoch eine negative Antwort. Daraufhin fragte Saʿd selbst den Kalifen. Dieser antwortete: „Wenn du deine Füße in die Schuhe gesteckt hast, als sie rein waren, dann streiche nur über sie.“ ʿAbdallāh ibn ʿUmar fragte: „Auch wenn jemand vom Stuhlgang kommt?“ ʿUmar antwortete: „Ja, auch dann.“

### Der Streit über die richtige Lesung von Sure 5:6
Die Kontroverse über diese Frage hatte auch mit Differenzen über die richtige Lesung der maßgeblichen Passage in Sure 5:6 zu tun. Während die einen das darin vorkommende Wort „Füße“ als Akkusativ (arǧula-kum) lasen, interpretierten es andere als Genitiv (arǧuli-kum), woraus sich eine völlig andere syntaktische Anbindung und ein anderer Sinn ergaben. Rudi Paret berücksichtigt in seiner Koranübersetzung beide Lesarten:

„Ihr Gläubigen! Wenn ihr euch zum Gebet aufstellt, dann wascht euch (vorher) das Gesicht und die Hände bis zu den Ellbogen und streicht euch über den Kopf und wascht euch die Füße bis zu den Knöcheln“

„Ihr Gläubigen! Wenn ihr euch zum Gebet aufstellt, dann wascht euch (vorher) das Gesicht und die Hände bis zu den Ellbogen und streicht euch über den Kopf und über die Füße bis zu den Knöcheln“

### Hadithe
Diejenigen, die das Überstreichen der Schuhe erlaubten, beriefen sich auch auf Überlieferungen, nach denen der Prophet Mohammed auf einer Reise seinem Gefährten Mughīra ibn Schuʿba erlaubt hatte, bei der rituellen Waschung die Schuhe anzulassen, mit der Begründung, dass seine Füße beim Anziehen in rituell reinem Zustand gewesen seien und die Waschung deswegen nicht wiederholt zu werden brauche.
Andere Rechtsexperten wie ʿAbdallāh ibn ʿAbbās meinten jedoch, dass diese Regelung nur bis zur Offenbarung der Reinheitsregeln in Sure 5:6 gegolten habe, weil die darin enthaltene Aufforderung zur Waschung die Erlaubnis zum Überstreichen der Füße aufgehoben habe. ʿAbdallāh ibn ʿAbbās selbst wird mit der Aussage zitiert, dass der Prophet nach Offenbarung dieser Regeln das Überstreichen nicht mehr praktiziert habe.
Dem stand jedoch eine andere Überlieferung gegenüber, der zufolge Dscharīr ibn ʿAbd Allāh al-Badschalī, der erst nach der Offenbarung von Sure 5 den Islam genommen hatte, die Praktik des Überstreichens der Schuhe beim Propheten noch beobachtet hatte. Nach dieser Überlieferung, die unter anderem von Muslim ibn al-Haddschādsch in seinem Ṣaḥīḥ aufgeführt wird, hatte sich der Prophet nach dem Urinieren über die Schuhe gestrichen, um seine Reinheit wiederherzustellen.

## Bedeutung im Verhältnis zwischen Sunniten und Schiiten
Der Mash ʿalā l-chuffain ist bis heute eine wichtige Streitfrage zwischen Sunniten und Schiiten. Noch Anfang des 20. Jahrhunderts gab sie in Syrien Anlass zu handgreiflichen Auseinandersetzungen. Wie der aus Herat stammende Gelehrte ʿAlī al-Qārī (st. 1606) in einer seiner Abhandlungen berichtet, diente der Mash im 16. Jahrhundert in der zwischen sunnitischen Usbeken und schiitischen Safawiden umkämpften Provinz Chorasan als Schiboleth zur Unterscheidung zwischen sunnitischen und schiitischen Bevölkerungsgruppen und als Grundlage für konfessionelle Verfolgung. Je nachdem, welche Gruppe gerade herrschte, wurden entweder diejenigen getötet, die das Streichen über die Füße ausübten, oder diejenigen, die es unterließen. Allerdings erlauben die Sunniten das Überstreichen auch nicht immer, sondern nur zeitweise (auf Reisen drei Tage lang, ansonsten einen Tag lang).